# Celine (Vrbovec)
Celine is een plaats in de gemeente Vrbovec in de Kroatische provincie Zagreb. De plaats telt 917 inwoners (2001).